# Castro de Zambujal
Le Castro de Zambujal (portugais : Castro do Zambujal) est un site archéologique du Néolithique récent situé dans la paroisse civile de Santa Maria, Saõ Pedro et Matacães, dans la municipalité de Torres Vedras, dans le district de Lisbonne, au Portugal. C'est l'un des sites les plus importants de cette période dans le district de Lisbonne. Il appartient à la culture des castros, qui dure jusqu'au début des périodes agraires de l'histoire ibérique.
Il s'agit du site du Néolithique récent le plus au nord connu au Portugal. Il a traversé deux phases de construction principales : une première phase orientée vers l'importation[Quoi ?] et la seconde associée à la culture campaniforme. La plupart des artéfacts découverts sur le site sont exposés au Musée municipal Leonel Trinidade (en).

## Historique
L'archéologue portugais Leonel Trindade découvre et explore le site en 1932. Il effectue une première fouille en 1944, puis de 1959 à 1961 avec Aurélio Ricardo Belo.
L'Institut archéologique allemand de Madrid finance et mène des fouilles sur le site de 1964 à nos jours. De 1964 à 1973, Hermanfrid Schubard (Institut archéologique allemand) et Edward Sangmeister (Université de Fribourg) dirigent des fouilles. En 1994 et 1995, Michael Kunst (Institut archéologique allemand) et Hans-Peter Uerpmann (Université Eberhard Karl de Tübingen) mènent de nouveaux chantiers. Michael Kunst poursuit les fouilles avec le soutien du conseil municipal de Torres Vedras.
En 1946, le site est devenu Monument national.
Pour éviter de nouveaux dégâts sur le site archéologique, le conseil municipal de Torres Vedras acquiert en 2006 48 hectares afin de garantir la protection du Monument national.

## Chronologie

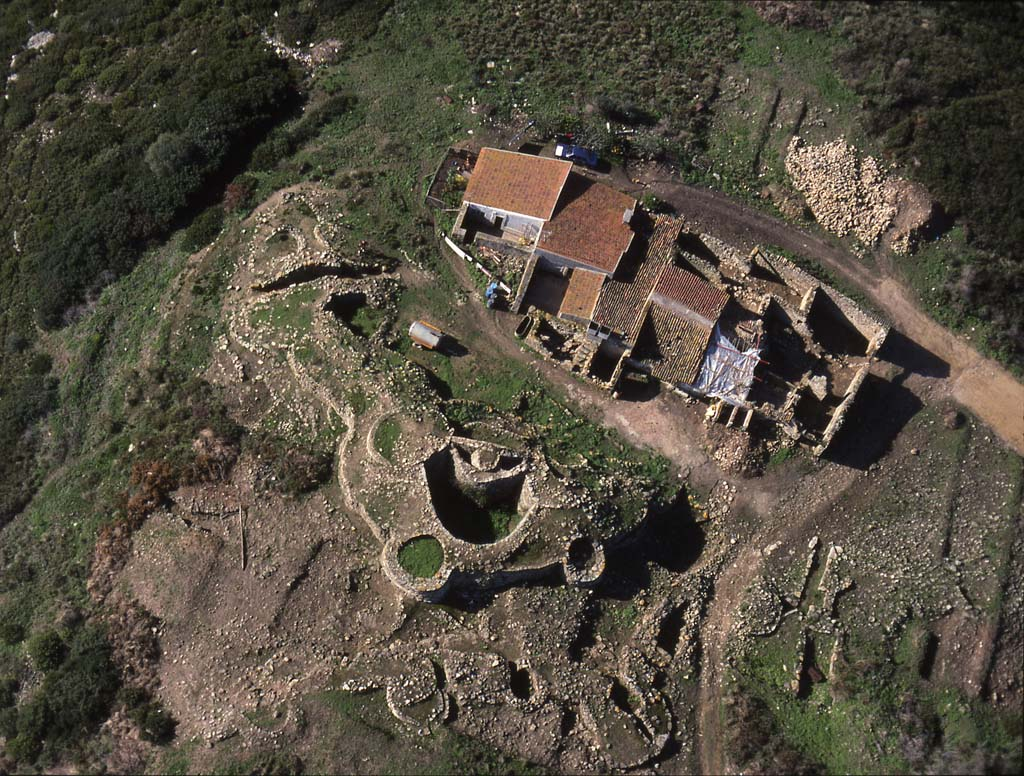
Le noyau de constructions de l'âge du cuivre sur le site fortifié de Zambujal, automne 1994.

Les premières occupations du site remontent au IIIe millénaire av. J.-C. Certains auteurs ont suggéré que la région de l'actuelle Estrémadure était le foyer d'origine de la Culture campaniforme, au début du IIIe millénaire av. J.-C. Elle se serait propagée vers les autres régions européennes jusqu'à l'Âge du bronze ancien,,.
Le site de cette période est relativement bien conservé et présente une stratigraphie complète. L'implantation était entourée par un mur d'enceinte visant à se protéger des attaques. Certains murs se dressent encore jusqu'à une hauteur de 4 mètres. Les habitants vivaient de l'agriculture sur les terres environnantes. Ils faisaient également partie d'un réseau d'échanges en important des produits comme l'or, le cuivre, la pierre amphibolite et l'ivoire, entre 3000 et 1700 av. J.-C.,,.

Animation dévoilant cinq des phases de construction et de développement du site.

Sur la base du compte-rendu publié en 1969 par l'équipe allemande,, le site révèle différentes phases successives d'occupation et de développement :
- construction de murs de terre, canaux relativement droits mais étroits, développement segmenté des fortifications ;
- renforcement de la porte nord par la construction de nouveaux bastions ;
- renforcement de tous les murs, construction de petites tours semi-circulaires et de sections ;
- forficiation des murailles, construction de grosses tours semi-circulaires ;
- construction de murs en dalles, de barbacanes en saillie ;
- construction de bâtiments massifs entourant la structure ;
- construction de tours couvertes de coupoles et renforcement des structures vers 1700 av. J.C.

Bien que la date soit incertaine, la fortification a été partiellement détruite pour construire une ferme rurale,.

## Description

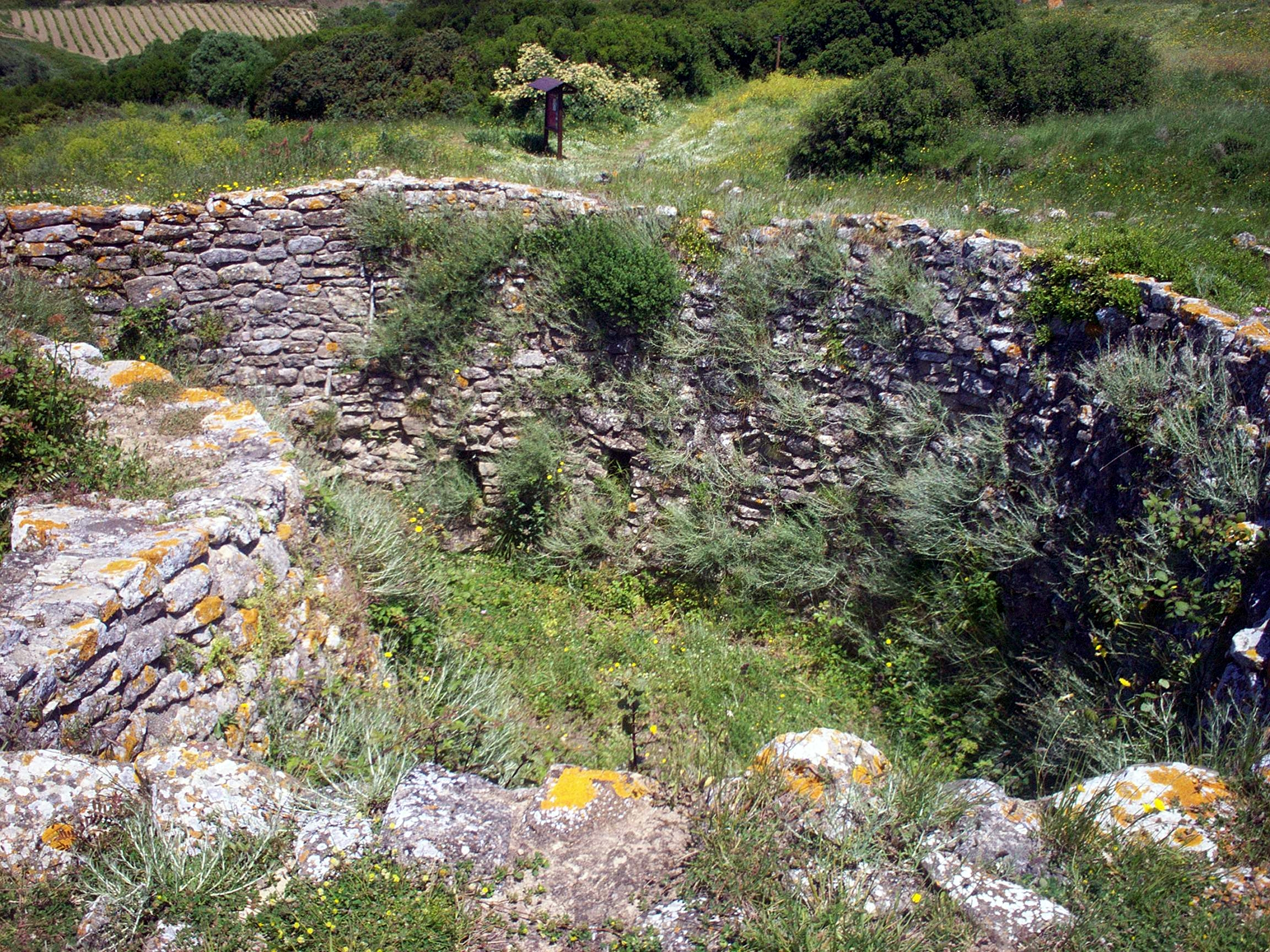
L'enceinte intérieure constituant une barbacane durant la 2ème phase d'occupation.

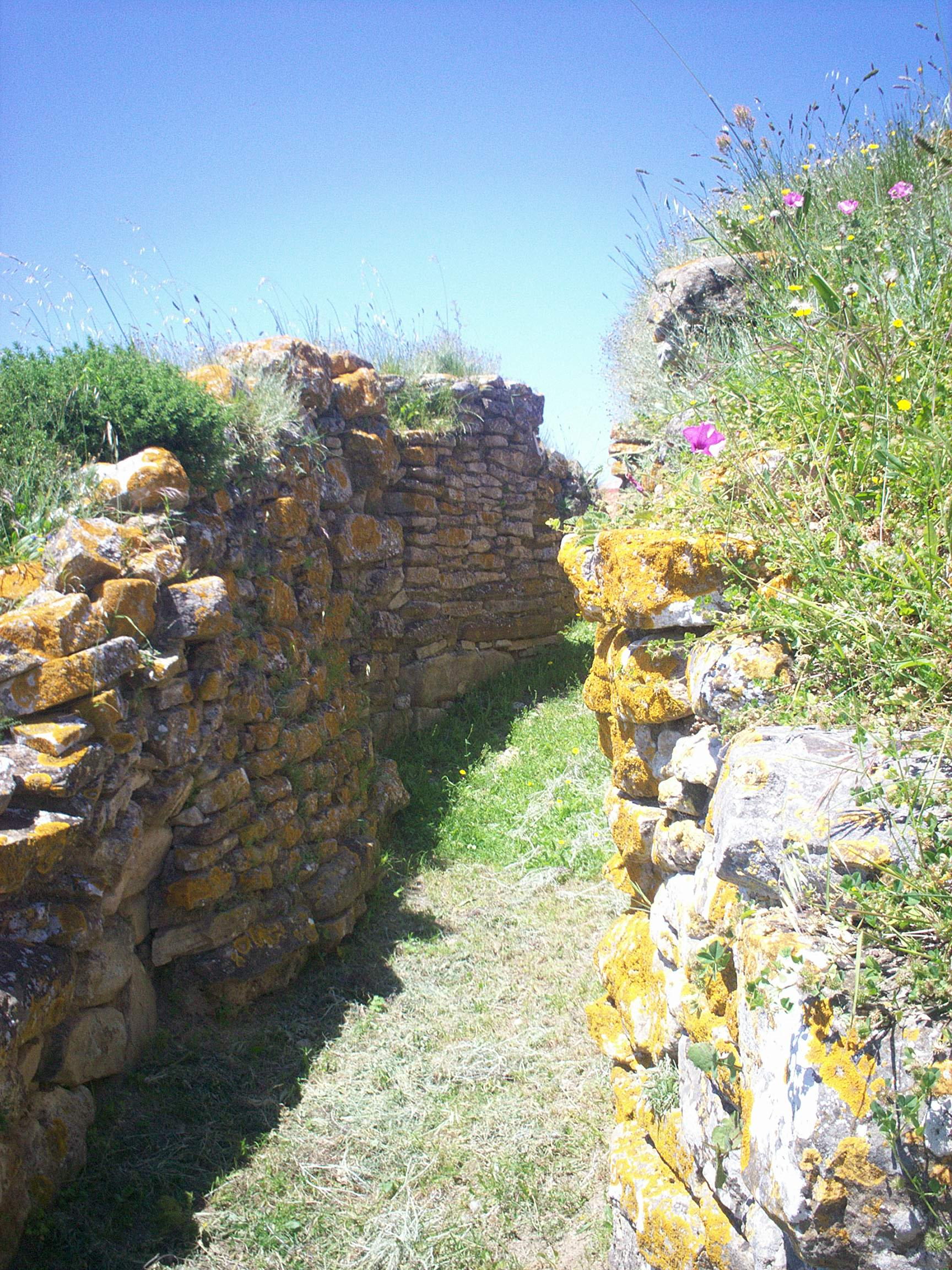
Un couloir d'accès entre les différentes sections du site

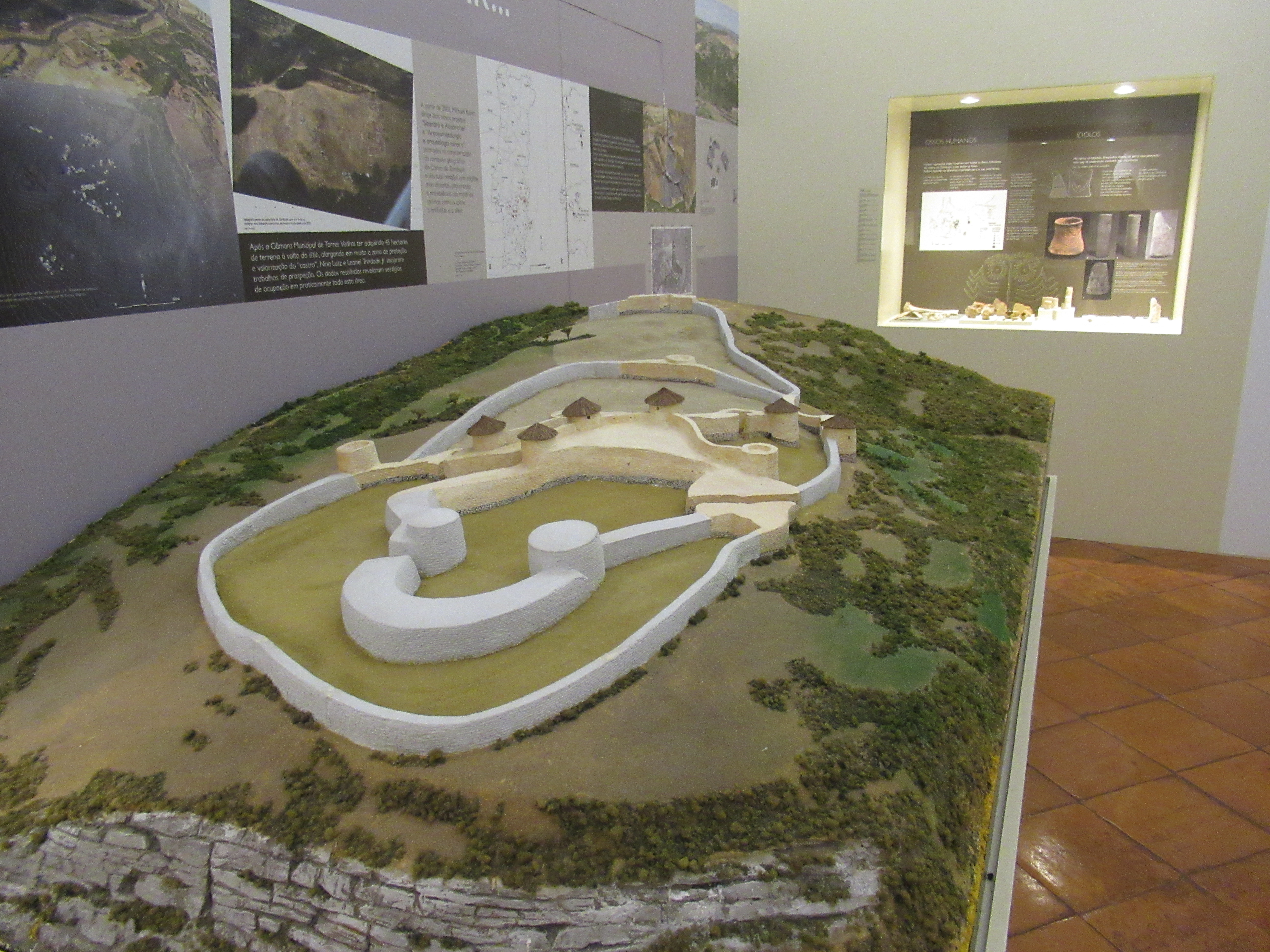
Maquette architecturale du Castro de Zambujal au Musée municipal Leonel Trindade.

Le site se trouve dans une zone semi-rurale, le long de la chaîne de montagnes Serra do Varatojo, sur un plateau. L'emplacement s'étend vers la rivière Sizandro, à environ 3 km de Torres Vedras,.
Le site est doté d'une enceinte intérieure fortifiée d'environ 50 m, renforcée de bastions circulaires et semi-circulaires d'épaisseur comprise entre 5 et 10 m, reliés par des murs relativement étroits.
Il ne reste que la partie centrale de la fortification d'origine. La cour intérieure comprend un espace d'environ 25 m de diamètre, entouré d'un mur solide, qui s'étend indépendamment sur plusieurs mètres. L'extérieur est renforcé par 10 bâtiments avec des diamètres variant entre 6 et 7 mètres dans une disposition semi-circulaire ; quatre sont complets, un est partiellement complet et les cinq autres sont complètement détruits. Les murs eux-mêmes varient de 1,6 m à 3,6 m de largeur et de 3 m à 7 m de hauteur,.
Il y a quatre portes à l'intérieur de la structure (sud, nord, nord-est et ouest), avec la probabilité que six portes supplémentaires aient permis d'accéder à la cour intérieur entre les murs intérieurs et extérieurs des fortifications. Ces passages courts et étroits ne permettent le passage qu'à une personne à la fois.
Les maisons du site sont de forme ovale, d'environ 6 m de diamètre et faite d'adobe.

## Projets en cours
L'Institut portugais du patrimoine architectural et d'archéologie a un projet architectural de restauration des maisons en pisé adjacentes au site, ainsi qu'un projet d'aménagement paysager, comprenant la clôture du site, la création d'espaces verts et la construction d'installation de soutien, de passerelles, de sentiers, de panneaux didactiques ainsi que d'un petit musée,.
Un premier projet d'amélioration est inauguré en 2018 afin d'améliorer l'accueil des 3600 visiteurs annuels. Ce projet, d'environ 355.000€, se concentre sur 13 zones (soit 1500 m²) qui voient leur paysage réaménagé, des sentiers de visites redéfinis, des encarts pédagogiques ainsi qu'un audioguide. Le projet de petit musée est reporté en vue de l'obtention du FEDER 2020 afin de viser un développement à 10.000 visiteurs annuels.
Les engagements du conseil municipal de Torres Vedras dans la préservation du patrimoine ont été couronnés par le prix Autarchy of the Year 2019/2020, organisé par le Lisbon Awards Group.